# Infosfera
Infosfera je izraz kojeg je talijanski filozof (kritičar/prorok) informacijskog doba Luciano Floridi skovao iz pojma biosfere i čak je samo njeno proširenje – dok je biosfera stvarno prostor odvijanja biotičkih procesa, tako je i infosfera njeno nastavljanje u artificijalnom (umjetnom). Kretanje i životnost su njeni atributi pa samim time postaje ništa manje stvarna od stvarnosti same. 

## Opis
Ionosfera predstavlja i viši pojam od cyberstvarnosti i virtualnih stvarnosti, postaje sam nastavak i nadogradnja normalnog života kao takvog, ali za razliku od cyberspacea nije prosti metaforički prostor kompjuterskih sustava i mreža u kojima se odvija međusobna komunikacija i transfer informacija. Predstavlja nešto što i dalje opstoji pritiskom na gumb za gašenje, rani SF pisci su skovali pojam cyberpunka i on je predstavljao vrhunac modernog doba. Ali, cyberpunk predstavlja jednu ipak sasvim opipljivu virtualnu stvarnost. Prostor na koji se „ušteka“ i onda boravi u njemu; spoznaja o razlici između stvarnog i virtualnog je jasna. Kao što su vrhunac moderne navijestili pisci, isto tako su navijestili i njen kraj ...s vremenom se sve više i više javlja simulacija umjesto virtualnosti; likovi se bude i bude, stalno iznova, dok ne izgube vjeru u ono što je bilo prvo. Neprekidna noćna mora u kojoj se gubi vjera; motiv čak nije prvo izražen kod čisto znanstvenofantastičnih pisaca; Borgesovi sneni beskonačni labirinti i vrhunac, detaljne enciklopedije nepostojećih kraljevstava koje samim time prelaze u ozbiljene; sam Baudrillard svoju najznačajniju knjigu počinje s Borgesovom pričom o karti koja postaje toliko velika i detaljna da prekrije cijelu zemlju – njegov je zaključak „Da to više nije dovoljno jaka metafora“. 
Pojam je upotrijebio Dan Simmons u znanstvenofantastičnoj sagi Hyperion objavljenoj 1989. godine. 
To je sve postalo poznato filmom Matrix – koji je poprilično loša i nedovoljno razrađena kopija animiranog filma Ghost in the shell. U filmu su svi dio jedne stvarnosti; u stvarnosti je ionako svatko zatočen u svoju, u potpunosti drugima neiskusljivu stvarnost. Eliminacija pitanja iz filma je poprilično laka: „Kako možeš znati da je sve ovo stvarno?“ „Ne možeš.“ „Što ćeš napraviti ako se jednog dana probudiš i uvidiš da je sve ovo samo laž?!“  „Ništa, nastaviti kao i prije.“ Crtić je razrađeniji; ne postoji svijet iznad svijeta, već je svijet taj kojega se interpretira informacijski, kao dio inosfere. Inosfera je više stvar duha, masovan pokušaj sistematizacije, bezgranična vjera u napredak koji će ipak dovesti do bitka. Kako je rekao Timothy Leary „Evolucija nerva prema van“, brojni pokreti; poput tehnopagana stvarno vjeruju u to. Skoro zvuči nevjerojatnim da smo u 100 godina došli do toga da možemo stvarati artificijalne (umjetne) svjetove te prešli u jedno vrijeme stvarnu prijetnju od atomskog sve-uništenja. Prije malo manje od 100 godina je postojao futuristički pokret koji je imao slično (slično u smislu bezgranične vjere), naivno vjerovanje. Sam pokret je izgubio svoje ideale iako je ta ista tehnologija koju su priželjkivali doživjela neslućen procvat, veći od 'svake obitelji s vlastitim letećim automobilom'. To je ono na što upozorava Fonidi (Manuel Castells i mnogi, mnogi drugi), mi smo samo djeca s igračkama. A u gubitku nacija i država postoje samo informatički pismeni i nepismeni, a opasnosti od kontrole, utjecanja, svih mogućih vrsta represija, kao i još većeg socijalnog raslojavanja na one koji su sposobni stalno učiti i prilagođavati se, te na sve ostale. A i sam pokušaj da se razmišlja ne jednako, već na isti način ... može dovesti vjerojatno samo do svega osim neke značajne mentalne evolucije.